# Liste der denkmalgeschützten Objekte in Kirchberg an der Raab
Die Liste der denkmalgeschützten Objekte in Kirchberg an der Raab enthält die 6 denkmalgeschützten, unbeweglichen Objekte der österreichischen Gemeinde Kirchberg an der Raab im steirischen Bezirk Südoststeiermark.

## Denkmäler
| Foto |                 | Denkmal                                                        | Standort                                                          | Beschreibung | Metadaten |
| ---- | --------------- | -------------------------------------------------------------- | ----------------------------------------------------------------- | --- | --- |
| ja   | Datei hochladen | Hügelgräber Berndorf-Urlas HERIS-ID: 43679 Objekt-ID: 44348    | Berndorf-Urlas Standort KG: Kirchberg an der Raab                 | Das Gräberfeld besteht aus mindestens sieben Grabhügel, die der Hallstattzeit zugeordnet werden. Einige wurden im Lauf der Zeit eingeebnet, so auch ein größerer in der Nähe der Pfarrkirche. | BDA-Hist.: Q38004726 Status: Bescheid Stand der BDA-Liste: 2025-06-30 Name: Hügelgräber Berndorf-Urlas GstNr.: 252/2, 257/1                         |
| ja   | Datei hochladen | Schloss Kirchberg HERIS-ID: 37245 Objekt-ID: 36335             | Kirchberg an der Raab 22 Standort KG: Kirchberg an der Raab       | Das Schloss wurde 1704 an der Stelle eines Tabors errichtet. Von der einst großzügigen Anlage ist heute nur mehr der zweigeschoßige Mitteltrakt erhalten; die Flügelbauten wurden nach 1842 abgerissen. Die Räume der Beletage weisen eine reiche Fresko- und Stuckverzierung auf. | BDA-Hist.: Q2241856 Status: Bescheid Stand der BDA-Liste: 2025-06-30 Name: Schloss Kirchberg GstNr.: .12 Schloss Kirchberg an der Raab              |
| ja   | Datei hochladen | bei Kirchberg an der Raab 26b HERIS-ID: 37244 Objekt-ID: 36334 | Kirchberg an der Raab 26b, bei Standort KG: Kirchberg an der Raab | | BDA-Hist.: Q37974602 Status: Bescheid Stand der BDA-Liste: 2025-06-30 Name: Kapelle der ehem. Heinrichsmühle GstNr.: 160/1                          |
| ja   | Datei hochladen | Kath. Pfarrkirche hl. Florian HERIS-ID: 60558 Objekt-ID: 72874 | bei Kirchberg an der Raab 71 Standort KG: Kirchberg an der Raab   | Die Pfarrkirche an der höchsten Stelle des Ortes ist ein von 1510 bis 1526 errichteter spätgotischer Bau mit barocken Erweiterungen. Der Chor ist einjochig. Das vierjochige Langhaus wurde im 17. Jahrhundert mit Kreuzgratgewölben versehen. Der spätgotische Westturm wurde in die barocke Fassadengestaltung einbezogen. Die Inneneinrichtung stammt aus der 3. Viertel des 18. Jahrhunderts. | BDA-Hist.: Q20754107 Status: § 2a Stand der BDA-Liste: 2025-06-30 Name: Kath. Pfarrkirche hl. Florian GstNr.: .16 Pfarrkirche Kirchberg an der Raab |
| ja   | Datei hochladen | Pietà HERIS-ID: 60563 Objekt-ID: 72880                         | Kirchberg an der Raab 121 Standort KG: Kirchberg an der Raab      | Die Steinpietà auf hohem Pfeiler steht an der westlichen Ortszufahrt und stammt aus der 2. Hälfte des 17. Jahrhunderts. | BDA-Hist.: Q38092164 Status: § 2a Stand der BDA-Liste: 2025-06-30 Name: Pietà GstNr.: 123/41                                                        |
| ja   | Datei hochladen | Gruftkapelle Fam. Lehr HERIS-ID: 60564 Objekt-ID: 72881        | Kirchberg an der Raab 136 Standort KG: Kirchberg an der Raab      | | BDA-Hist.: Q38092175 Status: § 2a Stand der BDA-Liste: 2025-06-30 Name: Gruftkapelle Fam. Lehr GstNr.: 251/3 Gruftkapelle Familie Lehr              |